# Carlia triacantha
Espèce
Synonymes
- Leiolopisma triacantha Mitchell, 1953

Carlia triacantha est une espèce de sauriens de la famille des Scincidae.

## Répartition
Cette espèce est endémique d'Australie. Elle se rencontre dans le Territoire du Nord, en Australie-Méridionale et en Australie-Occidentale.

## Publication originale
- Mitchell, 1953 : A brief revision of the four-fingered members of the genus Leiolopisma (Lacertilia). Records of the South Australian Museum, vol. 11, p. 75-90 (texte intégral).